# محمدرضا کبیری
محمدرضا کبیری سیاست‌مدار ایرانی بود، که در انتخابات مهر ماه ۱۳۵۳، دوره بیست و چهارم مجلس شورای ملی بعنوان نماینده تنکابن از استان مازندران در مجلس شورای ملی حضور داشت.
در آن زمان، حزب حاکم ایران نوین به رهبری نخست وزیر امیرعباس هویدا اکثریت مطلق مجلس را در اختیار داشت و اپوزیسیون آن، حزب مردم، حزبی «شبه اپوزیسیون» وفادار به دولت تلقی می شد.نماینده شهسوار در استان مازندران که به سمت هیئت دولت منصوب شده بود به دلیل شرایط قانونی از سمت خود استعفا داد. در مهر 1353 وزیر کشور تازه منصوب شده جمشید آموزگار معاونین خود را انتخاب کرد که هیچ یک از آنها تجربه ای در برگزاری انتخابات نداشتند. انتخابات عمومی بعدی در کمتر از یک سال برنامه ریزی شد و اگرچه از نظر قانونی برگزاری انتخابات برای آن پست خالی برای دولت اجباری نبود، آموزگار تصمیم گرفت از این فرصت برای کسب تجربه استفاده کند. محمدرضا پهلوی، پادشاه ایران، موافقت خود را با برگزاری انتخابات اعلام کرد و گفت: "به شما خواهند گفت من این مرد یا آن زن، این حزب یا آن حزب را ترجیح می دهم. این دروغ است؛ آنچه من می خواهم یک انتخابات پاک است.
منصور خلعتبری، کاندیدای حزب حاکم ایران نوین، در ۶ مهر ماه همان سال گفت "شکست من کاملا غیرممکن است" در حالی که آرا در حال شمارش بود. نامزد اپوزیسیون محمدرضا کبیری اکثریت زیادی را به دست آورد، اما دولت این را اعتراف نکرد و رسما اعلام کرد که اولی با اختلاف اندک ۶۴۶ رای در انتخابات پیروز شده است. حزب مردم بلافاصله نتایج را محکوم کرد و دبیرکل آن علناً اعلام کرد که تقلب در انتخابات رخ داده است. دولت این موضوع را رد کرد و علیه یکی از اعضای زن حزب مخالف به دلیل «تضعیف اعتبار در عادلانه بودن انتخابات» شکایت کرد.
در پاسخ به این جنجال، محمدرضا پهلوی خاطرنشان کرد که انتخابات عادلانه بوده است، اما همچنین گفت که حزب حاکم "باید این رویداد را بررسی کند تا ببیند چه چیزی باعث آن شده است. همین امر در مورد حزب مخالف نیز صدق می کند و افزود که: بر اساس دموکراسی سالم... یک رای کم و بیش کافی است تا یک نفر انتخاب شود یا شکست بخورد.اما انکار انتخابات اگر حتی با یک رای شکست بخورد درست نیست.ایرانی ها باید در نظر داشته باشند که باید از تهمت زدن انتخابات آزاد خودداری کنند.
ایشان آخرین نماینده شهسوار در مجلس شورای ملی قبل از انقلاب ۱۳۵۷ بوده است. وی بعد از انقلاب ۵۷ دستگیر شده و به زندان اوین منتقل و پس از مدتی آزاد شد.